# Philibert Smellinckx
Philibert Smellinckx (Saint-Gilles, 1911. január 17. – 1977. április 8.) belga válogatott labdarúgó.
A belga válogatott tagjaként részt vett az 1934-es és az 1938-as világbajnokságon.

## Sikerei, díjai
Union Saint-Gilloise
- Belga bajnok (3): 1932–33, 1933–34, 1934–35

## Külső hivatkozások
- Philibert Smellinckx – a FIFA adatbázisában